# James L. McConaughy
James Lukens McConaughy, född 21 oktober 1887, död 7 mars 1948, var en amerikansk professor, politiker, viceguvernör och guvernör i Connecticut.

## Födelse och utbildning
McConaughy föddes i New York. Han tog sin kandidatexamen vid Yale University 1909. Sedan tog han en magisterexamen vid Bowdoin College 1911. Därefter tog han en filosofie doktorsexamen vid Columbia University 1913. Han tog dessutom ytterligare en magisterexamen vid Dartmouth College 1915.

## Akademisk karriär
McConaughy undervisade i engelska vid Bowdoin College från 1909 till 1915. Han var sedan professor i pedagogik vid Dartmouth College från 1918 till 1925. Han var dessutom chef för Knox College och Wesleyan University från 1925 till 1943.

## Politisk karriär
McConaughy var medlem av Republikanerna. Han valdes till viceguvernör i Connecticut hösten 1938 och tjänstgjorde som sådan från den 4 januari 1939 till den 8 januari 1941, under den första mandatperioden då Raymond E. Baldwin var guvernör. Därefter hade han andra tjänster. Han valdes till guvernör i Connecticut på hösten 1946 och tillträdde tjänsten den 8 januari 1947 efter Charles Wilbert Snow.
Under McConaughys mandatperiod infördes lagstiftning om subsidier till lokala obligationslån för byggandet av hus. Tjugo miljoner dollar beviljades för att bygga skolor, till stöd för landsbygden gentemot de större städerna.
McConaughy avled den 7 mars 1948, vid 60 års ålder, innan hans mandatperiod var över. Han efterträddes av sin viceguvernör James C. Shannon.